# 에니프
에니프 또는 페가수스자리 엡실론(ε Peg)은 천구 북반구의 페가수스자리에서 가장 밝은 별이다. 겉보기 등급은 2.4로 2등성이기 때문에 맨눈으로 쉽게 볼 수 있다. 히파르코스 위성의 시차 측정결과를 이용하여 추정한 이 별까지의 거리는 대략 690 광년 정도이다.

## 명명법
페가수스자리 엡실론은 이 별을 바이어 명명법으로 부른 것이다. 전통적으로 불려 오던 애칭 에니프는 아랍어 단어 ‘코’에서 왔는데 이는 에니프가 페가수스 별자리에서 말의 주둥이 위치에 있기 때문이다. 2016년 국제천문연맹은 산하에 항성의 고유명칭을 목록화, 표준화할 목적으로 항성명칭심의위원회(WGSN)를 조직했다. 에니프는 WGSN의 2016년 7월 첫 번째 고시문에 포함되어 정식명칭으로 등재되었다.
이 별의 다른 전통적 명칭으로 ‘폼 알 페라스’(라틴어 표기로 Os Equi)가 있다. 동아시아 별자리에서 에니프는 위수(危宿, ‘지붕’)에 속해 있다. 위수는 에니프, 물병자리 알파, 페가수스자리 세타로 이루어져 있으며 에니프 자체의 명칭은 위수삼(危宿三, 위수의 세 번째 별)이다.

## 특성
에니프는 항성진화가 진척된 상태로 분광형 K2 Ib로 알 수 있듯이 초거성 단계에 들어왔다. 질량은 태양의 12 배이다. 주연감광을 고려하여 수치를 보정한 에니프의 각지름은 8.17 ± 0.09 mas이다. 별까지의 거리를 고려하면 이 각지름으로부터 항성 반지름은 태양의 약 185 배로 나온다. 광도는 태양의 약 12250 배이며 표면의 유효온도는 4337 켈빈이다. 이 온도는 태양 표면보다 낮아 에니프는 K형 항성의 특징인 오렌지색으로 빛난다.
에니프의 수명은 수백만 년 정도밖에 남지 않은 것으로 보이지만 그 최후가 초신성 폭발일지 아니면 희귀한 네온-산소 백색왜성으로의 진화일 것인지는 확실하지 않다. 그 이유는 에니프의 질량이 초신성이 될 수 있는 경계선에 걸쳐 있기 때문이다. 지금까지 에니프는 갑작스럽게 광도가 증가한 적이 가끔 있었는데 이로부터 에니프(다른 초거성들 또한 마찬가지일 것임)가 태양을 압도하는 규모의 항성 플레어를 뿜어낸다는 가설이 등장했다. 겉보기 등급은 0.7 ~ 3.5 사이에서 변동을 보이는 LC형 느린 불규칙변광성이다. 스펙트럼상 스트론튬 및 바륨 원소가 과도하게 추출되는데 이는 항성의 바깥쪽 대기층에서 핵합성 중 S-과정을 거치고 있는 결과로 보인다. 에니프의 특이속도는 21.6 km s−1로 상대적으로 빠르다.

## 같이 보기
- 반지름 순 별 목록
- 초거성

좌표:  21h 44m 11.158s, +09° 52′ 30.04″